# Associazione Calcio Spezia 1951-1952
Questa voce raccoglie le informazioni riguardanti l'Associazione Calcio Spezia nelle competizioni ufficiali della stagione 1951-1952.

## Stagione
Nella stagione 1951-1952 Lo Spezia disputa il girone C del campionato di Serie C, un torneo a 18 squadre con una promozione in Serie B, due promozioni nel costituendo campionato di Serie C a girone unico. Dal 5º posto in poi le squadre vengono relegate nel nuovo campionato di IVª Serie. Lo Spezia che si è classificato in 14ª posizione scende quindi in IVª Serie. In Serie B sale il Calgliari, Empoli e Sambenedettese salgono in Serie C.
Per lo Spezia la retrocessione in Serie C rappresenta purtroppo solo l'inizio della discesa che in tre stagioni porta gli aquilotti tra i dilettanti regionali. Un'onta destinata a rimanere unica nella storia della società. Per questa stagione le sorti degli aquilotti sono affidate al duo formato da Edmondo Bonansea e Umberto Lena. Una nuova riforma ridurrà da quattro ad un solo girone la Serie C, per evitare di scendere di nuovo ci si deve piazzare nei primi quattro posti, un'impresa ardua visti i presupposti tecnici ed economici. Il cannoniere stagionale con 8 reti è Eros Baccalini, lo Spezia segna poco e subisce molto, fanno peggio degli aquilotti solo i toscani della Solvay e del Lanciotto Campi Bisenzio ed i marchigiani della Fermana e della Maceratese.

## Rosa
| N. |                   | Ruolo | Calciatore            |
| -- | ----------------- | ----- | --------------------- |
|    | Italia (bandiera) | C     | Eros Baccalini        |
|    | Italia (bandiera) | C     | Amedeo Banci          |
|    | Italia (bandiera) | A     | Piergiorgio Beconcini |
|    | Italia (bandiera) | D     | Enzo Benedetti        |
|    | Italia (bandiera) | A     | Giorgio Bilancini     |
|    | Italia (bandiera) | C     | Renzo Bragoni         |
|    | Italia (bandiera) | C     | Luciano Cappelli      |
|    | Italia (bandiera) | A     | Giovanni Costa        |
|    | Italia (bandiera) | C     | Rinaldo Fiumi         |
|    | Italia (bandiera) | A     | Fabio Frugali         |
|    | Italia (bandiera) | C     | Dino Guastini         |

| N. |                   | Ruolo | Calciatore           |
| -- | ----------------- | ----- | -------------------- |
|    | Italia (bandiera) | P     | Gastone Lenzi        |
|    | Italia (bandiera) | D     | Piero Mocca          |
|    | Italia (bandiera) | D     | Franco Moretti       |
|    | Italia (bandiera) | A     | Benedetto Nevano     |
|    | Italia (bandiera) | D     | Giovanni Pramaggiore |
|    | Italia (bandiera) | A     | Bruno Ragazzo        |
|    | Italia (bandiera) | P     | Fulvio Saroli        |
|    | Italia (bandiera) | A     | Battista Tudini      |
|    | Italia (bandiera) | C     | Mario Vinci          |
|    | Italia (bandiera) | C     | Euro Zambarda        |
|    | Italia (bandiera) | D     | Gianni Zennaro       |

## Risultati

### Girone di andata
| Arbitro: | Marangio (Roma) |

|              |           |  |
| Guastini 90’ | Marcatori |  |

| Arbitro: | Tosi (Lodi) |

|             |           |  |
| Caiummi 64’ | Marcatori |  |

| Arbitro: | Coppolone (Bari) |

|                                      |           |  |
| Zavatti 31’ Riccitelli 42’ Viola 74’ | Marcatori |  |

| Arbitro: | Massobrio (Casale Monferrato) |

|                         |           |               |
| Beconcini 33’ Costa 87’ | Marcatori | 54’ Stentella |

| Arbitro: | Savi (Bergamo) |

|                   |           |           |
| Siccardi 80’, 85’ | Marcatori | 47’ Banci |

| Arbitro: | Andreoni (Milano) |

|          |           |                |
| Banci 3’ | Marcatori | 78’ Malinverni |

| Arbitro: | Caputi (Molfetta) |

|           |           |           |
| Patri 44’ | Marcatori | 47’ Costa |

| La Spezia 28 ottobre 1951 8ª giornata | Spezia              | 0 – 0 | Rosignano Solvay | Stadio Alberto Picco\| Arbitro: \| Baldo (Alessandria) \| |
| Arbitro:                              | Baldo (Alessandria) |       |                  |                                                           |

| Arbitro: | Franchini (Ferrara) |

|                                    |           |  |
| Maiocchi 8’ Pecchi 14’ Mancini 31’ | Marcatori |  |

| Arbitro: | Crespi (Milano) |

|                  |           |               |
| Carello 66’, 89’ | Marcatori | 70’ Bilancini |

| Arbitro: | Smorto (Reggio Calabria) |

|             |           |                      |
| Zennaro 43’ | Marcatori | 81’ (rig.) Biancardi |

| Arbitro: | Marangio (Roma) |

|  |           |               |
|  | Marcatori | 72’ Serlupini |

| Arbitro: | Capodiferro (Taranto) |

|                              |           |  |
| Traverso 19’, 86’ Traini 85’ | Marcatori |  |

| Arbitro: | Buratti (Milano) |

|  |           |            |
|  | Marcatori | 8’ Gennari |

| Arbitro: | Luzzi (Torino) |

|             |           |           |
| Frugali 55’ | Marcatori | 46’ Perni |

| Arbitro: | Grillo (Napoli) |

|              |           |  |
| Giordani 12’ | Marcatori |  |

| La Spezia 13 gennaio 1952 17ª giornata | Spezia            | 0 – 0 | Anconitana | Stadio Alberto Picco\| Arbitro: \| Grandville (Roma) \| |
| Arbitro:                               | Grandville (Roma) |       |            |                                                         |

### Girone di ritorno
| Arbitro: | Franzi (Vercelli) |

|              |           |            |
| Bonamini 44’ | Marcatori | 2’ Frugali |

| Arbitro: | Casati (Varese) |

|                                       |           |  |
| Ragazzo 17’ Frugali 62’ Baccalini 71’ | Marcatori |  |

| Arbitro: | Notargiacomo (Roma) |

|             |           |  |
| Ragazzo 85’ | Marcatori |  |

| Arbitro: | Nottolini (Ferrara) |

|                                     |           |                    |
| Malaspina 37’ Stocchi 59’ Valli 75’ | Marcatori | 33’, 48’ Baccalini |

| La Spezia 17 febbraio 1952 22ª giornata | Spezia         | 0 – 0 | Rapallo Ruentes | Stadio Alberto Picco\| Arbitro: \| Scalise (Roma) \| |
| Arbitro:                                | Scalise (Roma) |       |                 |                                                      |

| Arbitro: | Adami (Roma) |

|  |           |               |
|  | Marcatori | 89’ Baccalini |

| Arbitro: | Fiorani (Como) |

|                                                     |           |  |
| Baccalini 1’, 81’ Frugali 41’, 47’, 78’ Bragoni 57’ | Marcatori |  |

| Arbitro: | Luzzi (Torino) |

|  |           |                      |
|  | Marcatori | 47’ (rig.) Baccalini |

| La Spezia 23 marzo 1952 26ª giornata | Spezia              | 0 – 0 | Arezzo | Stadio Alberto Picco\| Arbitro: \| Casagrande (Milano) \| |
| Arbitro:                             | Casagrande (Milano) |       |        |                                                           |

| Arbitro: | Tassini (Verona) |

|                 |           |             |
| Pramaggiore 50’ | Marcatori | 80’ Orlandi |

| Arbitro: | Billotti (Ravenna) |

|                                  |           |                      |
| Prini 11’ Rosati 13’ Bernard 82’ | Marcatori | 48’ (rig.) Baccalini |

| Siena 13 aprile 1952 29ª giornata | Siena             | 0 – 0 | Spezia | Stadio del Rastrello\| Arbitro: \| Caputi (Molfetta) \| |
| Arbitro:                          | Caputi (Molfetta) |       |        |                                                         |

| Arbitro: | Franchini (Ferrara) |

|            |           |                   |
| Tudini 21’ | Marcatori | 65’ (rig.) Larena |

| Arbitro: | Smorto (Reggio Calabria) |

|                               |           |  |
| Morgia 35’ Moretti 73’ (aut.) | Marcatori |  |

| Arbitro: | Banda (Treviso) |

|                       |           |            |
| Lasi 37’ Montiani 67’ | Marcatori | 20’ Tudini |

| Livorno 11 maggio 1952 33ª giornata | Spezia          | 0 – 0 | Fermana | Stadio Comunale\| Arbitro: \| Grillo (Napoli) \| |
| Arbitro:                            | Grillo (Napoli) |       |         |                                                  |

| Arbitro: | Laudisa (Lecce) |

|                                                     |           |  |
| Pieri 26’ Lenzi 46’ (aut.) Zucchini 65’ Porotti 72’ | Marcatori |  |